# Johann Baptist Bohadsch

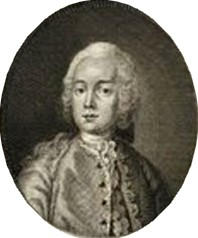
Johann Baptist Bohadsch

Johann Baptist Bohadsch, tschechisch Jan Křtitel Boháč (* 14. Juni 1724 in Schinkau; † 16. Oktober 1768 in Prag), war ein böhmisch-habsburgischer Mediziner und Naturforscher.

## Leben
Bohadsch wurde 1751 an der Universität Salzburg zum Dr. med. promoviert, nachdem er unter anderem in Padua, Montpellier, Paris und an verschiedenen deutschen Universitäten studiert hatte. In der Zeit von 1752 bis 1768 war er zunächst außerordentlicher und später ordentlicher Professor der Naturgeschichte an der Universität Prag. Seit 1761 war er auswärtiges Mitglied der Bayerischen Akademie der Wissenschaften.
Bohadsch verfasste zahlreiche medizinische und naturwissenschaftliche Schriften. Über eine Studienreise durch das Salzkammergut fertigte er einen umfangreichen Bericht, welcher unter anderem Botanik, Salzbergbau und Salzgewinnung sowie Fossilienfunde behandelt. Dieser wurde erst 1782 postum von Ignatz von Born veröffentlicht. Der Bericht ist mit der älteste über die Sammlung von Fossilien im Salzkammergut.

## Veröffentlichungen (Auswahl)
- Herrn Johann Baptista Bohadsch Beschreibung einiger minderbekanntnen Seethiere, und ihren Eigenschaften [...]. Aus dem Lateinischen übersetzt und mit einigen Anmerkungen vermehrt von Nathanael Gottfried Leske, Dresden 1776 (online bei Google Books).
- Herrn Johann Bohadsch Bericht über seine auf allerhöchsten Befehl im Jahre 1763 unternommene Reise nach dem oberösterreichischen Salzkammerbezirk. Abhandlungen einer Privatgesellschaft in Böhmen, zur Aufnahme der Mathematik, der vaterländischen Geschichte und der Naturgeschichte. Zum Druck befördert von Ignatz Edlen von Born, 5, Prag 1782, S. 991–227.